# Gaël Angoula
Gaël Angoula (Le Havre, 18 luglio 1982) è un arbitro di calcio ed ex calciatore francese, di ruolo difensore o centrocampista.

## Biografia
È fratello di Aldo Angoula.

## Carriera
Nella stagione 2012-2013 ha disputato 18 incontri in Ligue 1 con il Bastia.

## Palmarès

### Club

#### Competizioni nazionali
- Championnat National: 1

Bastia: 2010-2011
- Ligue 2: 1

Bastia: 2011-2012